# L'estiu d'en Kikujiro
L'estiu d'en Kikujiro o Kikujiro no Natsu (菊次郎の夏), és una pel·lícula japonesa escrita, dirigida i protagonitzada Takeshi Kitano. Es va estrenar al Japó el 1999 i a diferència d'anteriors obres de l'autor, el relat d'aquesta no està relacionat amb la yakuza.

## Argument
La pel·lícula transcórrer al Japó de finals dels anys 1990, en una família desestructurada. Masao (正男) és un nen que viu sol amb la seva àvia, que treballa i no li pot prestar el temps necessari que una criatura de la seva edat requereix. En arribar l'estiu, Masao se sent sol perquè tots els seus amics se'n van de vacances i també s'acaben les activitats extraescolars. Però rep un paquet de la seva mare, que no ha vist des de fa molt de temps. Amb l'ajuda d'un ancià yakuza anomenat Kikujiro (Kikujiro, interpretat per Kitano), Masao decideix anar-se'n de viatge per trobar-la. El duo improvisa llavors els seus mitjans de locomoció a través del país i troben durant el seu viatge un petit grup de personatges insòlits...

## Comentari
La pel·lícula és considerada alhora com l'obra la més divertida i la menys treballada de Kitano. Per a tots els públics, la pel·lícula va ser inspirada del Màgic d'Oz, la premissa del qual és un road trip. Els elements recurrents de l'obra de Kitano són presents: dels dibuixos, vinyetes, vores de mar, temples i àngels. Tanmateix el tema del gàngster, per al qual Kitano és reconegut, no és més que poc present, provant al públic que és capaç d'altres gèneres. La inspiració dels seus començaments en la comèdia és clarament present a la pel·lícula. Encara que la pel·lícula estigui principalment composta d'esdeveniments tristos, la pel·lícula posseeix una atmosfera còmica, principalment a través del personatge de Kitano i de les seves trobades estranyes.

## Repartiment
- Kikujiro Kitano - Beat Takeshi
- Dona de Kikujiro - Kayoko Kishimoto
- Masao - Yusuke Sekiguchi
- Mare de Masa - Yuko Daike
- Àvia de Masao - Kazuko Yoshiyuiki
- Home de la parada d'autobús - Beat Kiyoshi
- Ciclista - Rakkyo Ide
- Viatger - Nezumi Mamura
- Malabarista - Fumie Hosokawa
- Home de por - Akaji Maro
- Cap Yakuza - Daigaku Sekine

## Música
La banda original de la pel·lícula ha estat composta per Joe Hisaishi el 1999.